# Elisson Aparecido Rosa
Elisson Aparecido Rosa, noto anche con lo pseudonimo di Elisson (Brumadinho, 26 marzo 1987), è un calciatore brasiliano, portiere dell'Operário-MS.

## Palmarès

### Club

#### Competizioni statali
- Campionato Mineiro: 3

Cruzeiro: 2008, 2009, 2014

#### Competizioni nazionali
- Campionato brasiliano: 2

Cruzeiro: 2013, 2014